# Chamaedorea recurvata
Chamaedorea recurvata là loài thực vật có hoa thuộc họ Arecaceae. Loài này được Hodel mô tả khoa học đầu tiên năm 1995.